# 대한민국 형법 제43조
대한민국 형법 제43조는 사형·무기형의 선고에 따른 자격상실과 유기징역·유기금고의 선고에 따른 자격정지에 관한 형법총칙의 조문이다.

## 조문
제43조(형의 선고와 자격상실, 자격정지) ① 사형, 무기징역 또는 무기금고의 판결을 받은 자는 다음에 기재한 자격을 상실한다.
1. 공무원이 되는 자격
2. 공법상의 선거권과 피선거권
3. 법률로 요건을 정한 공법상의 업무에 관한 자격
4. 법인의 이사, 감사 또는 지배인 기타 법인의 업무에 관한 검사역이나 재산관리인이 되는 자격
② 유기징역 또는 유기금고의 판결을 받은 자는 그 형의 집행이 종료하거나 면제될 때까지 제1항제1호 내지 제3호에 기재된 자격이 정지된다. 다만, 다른 법률에 특별한 규정이 있는 경우에는 그 법률에 따른다.

## 판례
형법(1953. 9. 18. 법률 제293호로 제정된 것) 제43조제2항 중 유기징역 또는 유기금고의 판결을 받아 그 형의 집행유예기간 중인 자의 '공법상의 선거권'에 관한 부분은 헌법에 위반된다.

같은 항 중 유기징역 또는 유기금고의 판결을 받아 그 형의 집행이 종료되지 아니한 자의 '공법상의 선거권'에 관한 부분은 헌법에 합치되지 아니한다. 위 법률조항 부분은 2015년 12월 31일을 시한으로 입법자가 개정할 때까지 계속 적용된다. [2012헌마409·510, 2013헌마167(병합), 2014.1.28.]

## 입법 동향
징역이나 금고의 집행유예를 선고받고 유예기간 중에 있는 사람은 위헌 결정 당일인 2014년 1월 28일부터 바로 선거권을 갖게 되었고, 1년 미만의 징역이나 금고의 실형을 선고받은 사람은 2015년 7월 24일에 대한민국 국회가 공직선거법 제18조제1항제2호를 개정하여 2016년 1월 1일부터 선거권을 갖게 되었다.
그 후속 조치로 대한민국 국회는 2015년 12월 9일에 형법 제43조제2항에 다음과 같이 단서를 신설하였다.

형법
제43조(형의 선고와 자격상실, 자격정지) ① (생  략)
②유기징역 또는 유기금고의 판결을 받은 자는 그 형의 집행이 종료하거나 면제될 때까지 전항제1호 내지 제3호에 기재된 자격이 정지된다. 다만, 다른 법률에 특별한 규정이 있는 경우에는 그 법률에 따른다.

## 같이 보기
- 수형자의 선거권제한 사건